# Ranunculus bikramii
Ranunculus bikramii Aswal & Mehrotra – gatunek rośliny z rodziny jaskrowatych (Ranunculaceae Juss.). Występuje endemicznie w północnej części Indii, w stanie Himachal Pradesh. 

## Morfologia
PokrójRoślina jednoroczna o lekko owłosionych pędach. Dorasta do 12–16 cm wysokości.
LiścieSą trójdzielne, pięciodzielne, potrójnie klapowane lub mają nerkowaty kształt. Brzegi są mniej lub bardziej faliste.
KwiatySą pojedyncze. Pojawiają się na szczytach pędów. Mają żółtą barwę. Dorastają do 12–18 mm średnicy. Mają 5 owalnie lancetowatych działek kielicha, które dorastają do 6–8 mm długości. Mają od 5 do 8 eliptycznych płatków o długości 10 mm.
OwoceNagie niełupki. Tworzą owoc zbiorowy – wieloniełupkę o kulistym kształcie.

## Biologia i ekologia
Rośnie na łąkach. Występuje na wysokości około 4600 m n.p.m. Kwitnie od sierpnia do września.